# Saison 23 de South Park
Chronologie
Saison 22 Saison 24
La vingt-troisième saison de la série télévisée d'animation américaine South Park est diffusée entre le 25 septembre 2019 et le 11 décembre 2019 sur la chaîne américaine Comedy Central. La saison comporte 10 épisodes. La VF sort le 31 août 2020 sur Game One à 22h, cela a été annoncé sur Facebook par South Park France. Les épisodes de cette saison sont tous déconseillés aux moins de 12 ans, car cette saison parle beaucoup de la légalisation des drogues aux États-Unis.

## Production
Le 8 juillet 2015, deux mois avant la diffusion de la saison 19, Comedy Central annonce avoir renouvelé South Park pour 30 épisodes supplémentaires répartis sur trois saisons. Ce renouvellement s'ajoute au contrat de deux ans déjà conclu avec Parker et Stone, garantissant une diffusion de South Park jusqu'en 2019,,. Le 12 septembre 2019, la série est renouvelée jusqu'en 2022 avec les saisons 24 à 26.

## Controverse
Le 7 octobre 2019, South Park est banni de l'Internet chinois. Toutes les vidéos, mentions et forums de discussion portant sur la série animée sont supprimés et fermés en réponse à l'épisode 2 de la saison 23, À l'assaut de la Chine. Plus tard dans la journée, les créateurs de South Park, Trey Parker et Matt Stone s'excusent de façon moqueuse, en raillant Xi Jinping et le Parti communiste chinois.

## Épisodes
| № | #  | Titre                                                                  | Réalisation | Scénario    | Audiences (millions) | Première diffusion |
| --- | -- | ---------------------------------------------------------------------- | ----------- | ----------- | -------------------- | ------------------ |
| 298 | 1  | Le Joker mexicain Mexican Joker                                        | Trey Parker | Trey Parker | 0.92                 | 25 septembre 2019  |
| Randy affronte les habitants qui cultivent eux-mêmes leur cannabis. Pendant ce temps-là, Kyle est emmené dans un camp. |    |                                                                        |             |             |                      |                    |
| 299 | 2  | À l'assaut de la Chine Band in China                                   | Trey Parker | Trey Parker | 0.73                 | 2 octobre 2019     |
| Randy veut vendre son cannabis sur le marché chinois mais est emprisonné en Chine après que la marijuana a été trouvée dans ses bagages. Stan, Kenny, Jimmy et Butters forment un groupe de death metal, qui attire un réalisateur qui souhaite adapter son biopic au public chinois.                             |    |                                                                        |             |             |                      |                    |
| 300 | 3  | Piqûres !!! Shots!!!                                                   | Trey Parker | Trey Parker | 0.95                 | 9 octobre 2019     |
| Sharon est fâchée par les efforts égocentriques avec lesquels Randy célèbre le succès de la plantation Tégrité. La peur des aiguilles de Cartman le pousse à exprimer ses craintes que les vaccins le rendent « artistique ».                                                                                     |    |                                                                        |             |             |                      |                    |
| 301 | 4  | Burger Purée Let Them Eat Goo                                          | Trey Parker | Trey Parker | 0.77                 | 16 octobre 2019    |
| Après une baisse des ventes de cannabis, Randy décide de tirer parti des aliments à base de plantes pour en vendre davantage. Cartman est persuadé que le nouveau menu de la cantine à base de plantes lui a provoqué une crise cardiaque.                                                                        |    |                                                                        |             |             |                      |                    |
| 302 | 5  | Spéciale Halloween de la Ferme Tégrité Tegridy Farms Halloween Special | Trey Parker | Trey Parker | 0.84                 | 30 octobre 2019    |
| C’est Halloween et Randy s’occupe du problème de cannabis de sa fille. Butters reçoit une surprise lorsqu'il visite l'exposition d'artéfacts égyptiens au musée de Denver. |    |                                                                        |             |             |                      |                    |
| 303 | 6  | Fin de saison Season Finale                                            | Trey Parker | Trey Parker | 0.84                 | 6 novembre 2019    |
| Randy est arrêté pour ses crimes (dans Mexican Joker), et est condamné. Sa famille est contente de l'événement, alors que la famille Blanc est pour sa libération. Mais il va s'avérer que cette famille a adopté le Joker Mexicain, à la suite de la mort de leur fils.                                          |    |                                                                        |             |             |                      |                    |
| 304 | 7  | Jeux de filles Board Girls                                             | Trey Parker | Trey Parker | 0.85                 | 13 novembre 2019   |
| Femme à Poigne a perdu le tournoi des Supers Femmes, la gagnante est très spéciale. Alors qu'à l'école de South Park, les garçons supportent mal l'arrivée des filles dans leur club de jeux. |    |                                                                        |             |             |                      |                    |
| 305 | 8  | Voleurs de caca Turd Burglars                                          | Trey Parker | Trey Parker | 0.66                 | 27 novembre 2019   |
| Depuis que la mère de Kyle a reçu une transplantation fécale, elle pète la forme comme dans sa jeunesse. Les mères de South Park en sont jalouses, les enfants peuvent prendre un échantillon en échange de Star Wars : Fallen Order par la mère de Henrietta et Brad. Kyle commence à voir des microbes partout. |    |                                                                        |             |             |                      |                    |
| 306 | 9  | Télévision par câble Basic Cable                                       | Trey Parker | Trey Parker | 0.80                 | 4 décembre 2019    |
| Scott Malkinson est tombé amoureux d'une nouvelle élève diabétique, il veut la séduire avec The Mandalorian sur Disney + mais les autres garçons l'ont déjà invité chez Cartman. Mais son père (spécialiste du câble) et ses amis veulent se faire remarquer.                                                     |    |                                                                        |             |             |                      |                    |
| 307 | 10 | La Neige de Noël Christmas Snow                                        | Trey Parker | Trey Parker | 0.81                 | 11 décembre 2019   |
| La vente d'alcool devient interdite durant les fêtes de Noël et tous les habitants de South Park perdent leur "esprit de Noël". La maire décide donc de faire appel à Randy Marsh et la plantation Tégrité pour produire une beuh spéciale Noël                                                                   |    |                                                                        |             |             |                      |                    |